# Гудзонский ястреб
«Гудзонский ястреб» — американская кинокомедия режиссёра Майкла Леманна с Брюсом Уиллисом в главной роли. Съёмки фильма проводились с 9 июля по 3 декабря 1990 года.

## Сюжет
Знаменитый вор и взломщик Эдди Хокинс по прозвищу «Гудзонский Ястреб» (Брюс Уиллис) только что вышел из тюрьмы на поруки и сразу обнаружил, что всем от него нужно только одно: совершить ещё одну кражу.
Выясняется, что все нити ведут к зловещей корпорации Mayflower Industries, управляемой полоумными мужем и женой.
Им нужно, чтобы Хокинс похитил сделанный самим Леонардо да Винчи артефакт, превращающий свинец в золото.
С его помощью они собираются обесценить мировые запасы золота, с тем чтобы главной мировой ценностью стали произведения искусства.
Детали этой машины спрятаны в различных шедеврах Леонардо: статуе лошади Сфорца, Кодексе и вертолёте.
Хокинсу, а также его возлюбленной — тайному агенту Ватикана Анне Баральи (Энди Макдауэлл) предстоит остановить заговорщиков.

## В ролях
- Брюс Уиллис — Эдди Хокинс / Гудзонский ястреб
- Энди Макдауэлл — доктор Анна Баральи
- Дэнни Айелло — Томми Мессина, друг Эдди
- Джеймс Коберн — Джордж Каплан
- Дэвид Карузо — Кит Кат
- Лоррейн Туссен — Элмонд Джой
- Фрэнк Сталлоне — Цезарь Марио
- Сандра Бернхард — Минерва Мэйфлауэр
- Ричард Грант — Дарвин Мэйфлауэр
- Дональд Бертон — Альфредо
- Эндрю Брынярски — Баттерфингер (Сливочный Батончик)
- Дон Харви — «Сникерс»

## Бюджет
Изначально бюджет фильма, выделенный компанией TriStar Pictures, составлял 42 млн долларов. По словам продюсера фильма Джоэла Сильвера, реальный бюджет составил около 51 млн долларов, а высокие расходы на производство связаны отчасти с тем, что съёмки велись в нескольких странах на двух материках, — особенно высоки затраты были в Италии.

## Оценки
Картина получила приз «Золотая малина» как худший фильм 1991 года. К негативному восприятию критиками добавился откровенный финансовый провал картины: при бюджете в 65 млн долларов фильм собрал в прокате только 17,2 млн долларов.

## Интересные факты
В одной из сцен Минерва говорит Ястребу, что золото и свинец отличаются только на один протон в периодической системе элементов. В действительности же они отличаются на три протона. На один протон золото отличается от ртути.